# Baidivka, Starobilsk
Baidivka (în ucraineană Байдівка) este o comună în raionul Starobilsk, regiunea Luhansk, Ucraina, formată numai din satul de reședință.

## Demografie
Componența lingvistică a comunei Baidivka
     Ucraineană (95,69%)
     Rusă (4,05%)
     Alte limbi (0,17%)
Conform recensământului din 2001, majoritatea populației comunei Baidivka era vorbitoare de ucraineană (95,69%), existând în minoritate și vorbitori de rusă (4,05%).